# Actinostachys
Actinostachys, biljni rod iz porodice Schizaeaceae. Postoji desetak vrsta (17) raširenih po tropskoj Aziji, Americi, Madagaskaru i Queenslandu

## Vrste
1. Actinostachys balansae (Fourn.) C.F.Reed
2. Actinostachys confusa (Selling) C.F.Reed
3. Actinostachys digitata Wall.
4. Actinostachys inopinata (Selling) C.F.Reed
5. Actinostachys intermedia (Mett.) C.F.Reed
6. Actinostachys laevigata (Mett.) C.F.Reed
7. Actinostachys macrofunda Bierh.
8. Actinostachys melanesica (Selling) C.F.Reed
9. Actinostachys minuta Amoroso & Coritico
10. Actinostachys oligostachys Bierh.
11. Actinostachys pennula Hook.
12. Actinostachys plana (Fourn.) C.F.Reed
13. Actinostachys simplex Amoroso & Coritico
14. Actinostachys spirophylla (W.Troll) C.F.Reed
15. Actinostachys subtrijuga C.Presl
16. Actinostachys tenuis (Fourn.) C.F.Reed
17. Actinostachys wagneri (Selling) C.F.Reed